# Bendan (Banyudono)
Bendan is een bestuurslaag in het regentschap Boyolali van de provincie Midden-Java, Indonesië. Bendan telt 4490 inwoners (volkstelling 2010).